# Avenue de la Liberté (Charenton-le-Pont)
Pour les articles homonymes, voir Avenue de la Liberté.
L'avenue de la Liberté est une voie de Charenton-le-Pont, en France.

## Situation et accès
Cette avenue est accessible par la station de métro Liberté, sur la ligne 8 du métro de Paris. Orientée du nord-est au sud-ouest, elle croise tout d'abord la rue de Paris puis la rue de Conflans, franchit ensuite la ligne de Paris-Lyon à Marseille-Saint-Charles puis marque le début de la rue de l’Arcade pour se terminer dans l'axe du pont qui franchit la Marne.

## Origine du nom
Le nom « avenue de la Liberté » est une évocation la devise de la République française : « Liberté, Égalité, Fraternité ».

## Historique

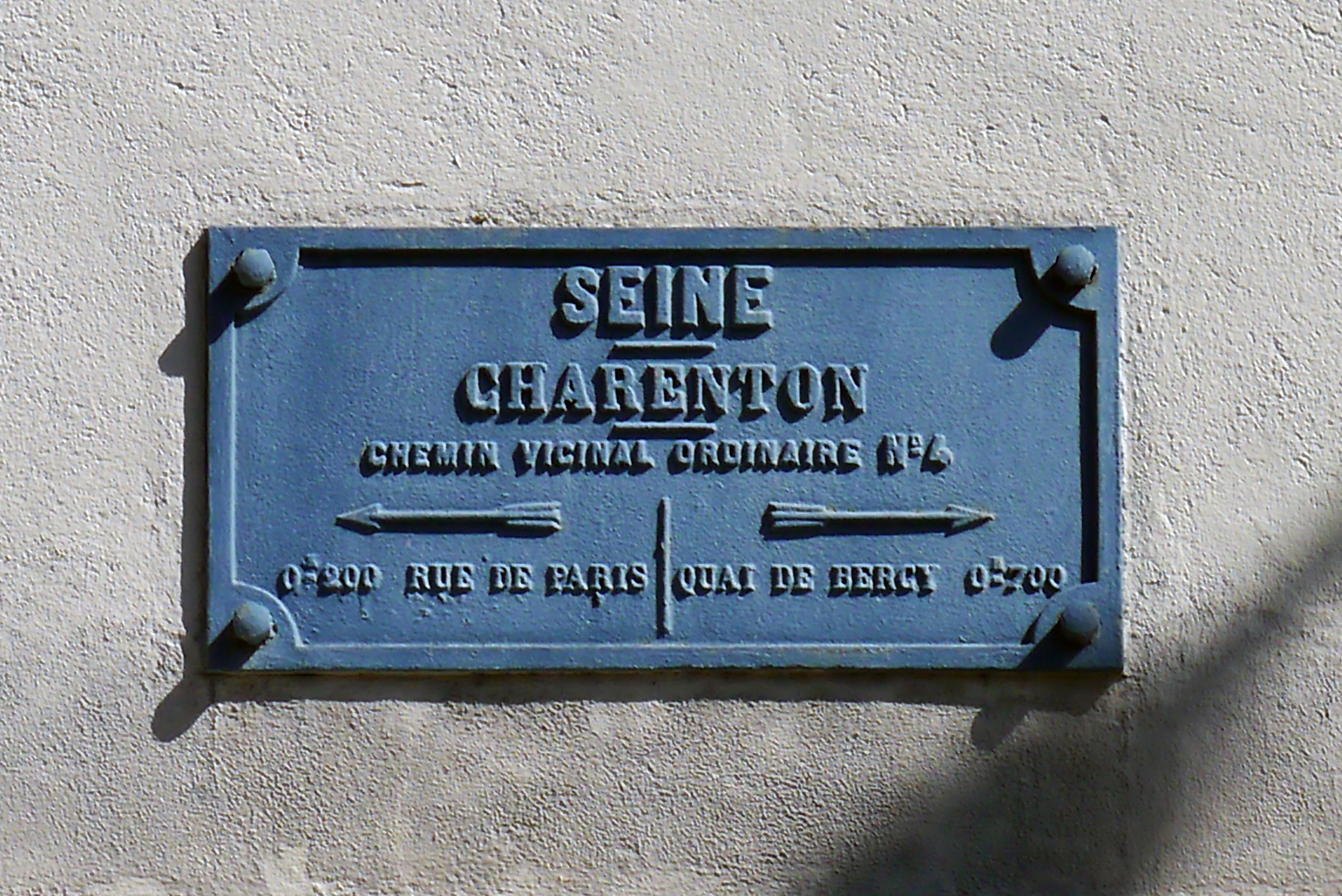
Plaque de cocher sise avenue de la Liberté à Charenton-le-Pont, dans l'ancien département de la Seine.

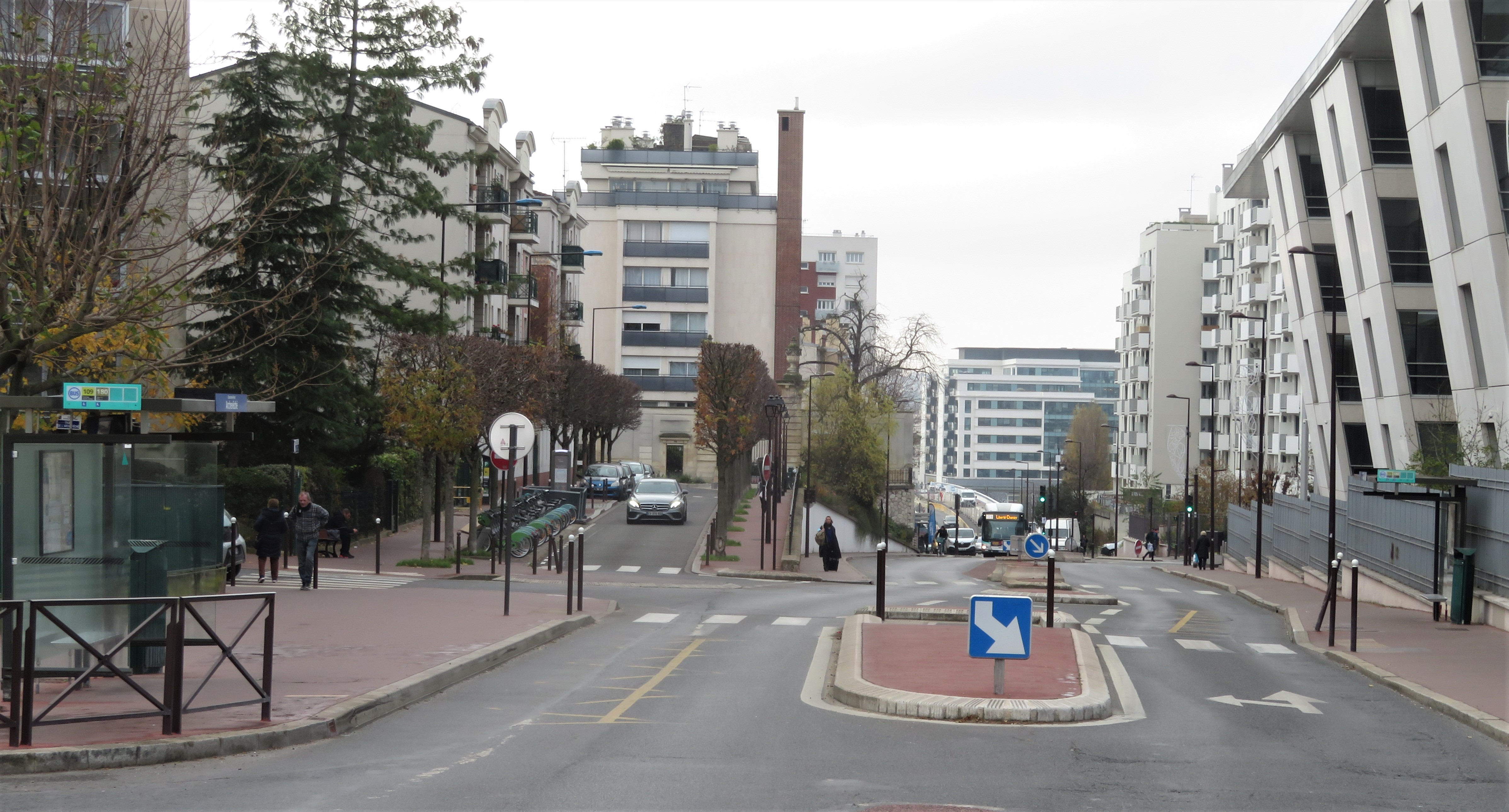
Bifurcation de l'avenue de la Liberté, à droite vers le pont et de la rue du Séminaire-de-Conflans, à gauche vers le portail d'entrée de l'ancien château

L’avenue était au XIVe siècle un chemin nommé « chemin de la Vierge » donnant accès, à partir de la route de Paris à Charenton, au château de Conflans ou « Séjour de Bourgogne » et à l’église Saint-Pierre de Conflans (désaffectée en 1859, détruite dans les années 1860 et remplacée par l'actuelle église Saint-Pierre).
En 1620, le chemin fut élargi et transformé en une allée plantée d'ormes par Claude Mollet, Premier Jardinier du Roi, à l'initiative de Nicolas de Verdun propriétaire du château et renommé « Avenue de Conflans ». 
La route de Paris à Charenton qui était jusqu’à la fin du XVIIe siècle à l’emplacement de l’actuelle rue de Conflans fut déplacée en 1690 sur le tracé de l’actuelle rue de Paris, à la demande du propriétaire du château de Bercy. L’avenue fut vraisemblablement prolongée de la rue de Conflans à la rue de Paris au cours de la période suivante.
En 1844, la partie entre la route Nationale et la rue de l'Arcade prit le nom d'avenue des Dames car elle desservait le couvent des Dames de la Congrégation du Sacré Coeur établi dans les bâtiments de l'ancien monastère des Bénédictines, puis reprit en 1880 le nom d'avenue de Conflans.
L’avenue est  ensuite prolongée dans les années 1860 de la rue de Paris à l’avenue de Gravelle lors de la création de  cette avenue dans le cadre de l’aménagement du bois de Vincennes sur les terrains achetés par la Ville de Paris en 1861 au nord de la rue de Paris. Ce court tronçon n’est cependant bâti qu’à la fin du XIXe siècle  lorsque la Ville de Paris limite l’aménagement du bois à l’avenue de Gravelle et rétrocède à la ville de Charenton  les terrains entre cette avenue et la rue de Paris.
Jusqu'en 1892, l'avenue se terminait au croisement de la rue de l’Arcade et de la rue de l'Église, actuelle rue du Président-Kennedy, et se prolongeait par l'impasse de Conflans (partie de l'actuelle rue du Séminaire-de-Conflans) qui desservait le couvent de la congrégation des Sœurs-du-Sacré-Cœur.
Son prolongement en 1892 jusqu'au pont de Conflans (remplacé par un des deux ponts Nelson-Mandela) divise en deux la partie ouest du domaine du château de Conflans, propriété de Georges Hartmann, et détruit un bâtiment annexe. Ce prolongement passe en contrebas de l'ancien tronçon sud de l’avenue en légère montée qui aboutissait à l’entrée de l'ancien château, rappelée par son portail préservé. Ce tronçon est devenu une partie de la rue du Séminaire-de-Conflans. Au-delà de ce portail, l'avenue longeait l'aile ouest du château achetée en 1967 par un promoteur et détruite pour y construire un immeuble.  

## Édifices remarquables
- Pont de la Liberté, au-dessus de la ligne de Paris-Lyon à Marseille-Saint-Charles[4].
- Cette voie de communication a été représentée en 1961 par une peinture de style néoréaliste, intitulée Avenue de la Liberté (Charenton), œuvre du peintre Jacques Villeglé[5],[6].
- Ancien emplacement du cimetière communal que le Conseil municipal, par délibération du 19 février 1848, sur la demande de la Compagnie du chemin de fer de Paris à Lyon, décida de transférer à son emplacement actuel, à l'angle des avenues de Gravelle et de Reuilly, aujourd'hui le cimetière ancien de Charenton-le-Pont. La Compagnie s'engagea à fournir le terrain, à supporter tous les frais d'établissement, et à assurer le transport des corps et des caveaux dans la partie de l'ancien cimetière restant à la commune[7].